# Donaueschingen
Donaueschingen (pronunciación en alemán: /doːnaʊ̯ˈʔɛʃɪŋən/ⓘ) es un pueblo de Alemania que se encuentra en el suroeste del estado federado de Baden-Wurtemberg en el distrito de Selva Negra-Baar cerca de la confluencia de dos ríos que son afluentes del Danubio (llamado Donau en alemán, lo que convierte al nombre del pueblo en un epónimo).
En esta localidad se encuentra la Fuente del Danubio (Donauquelle).

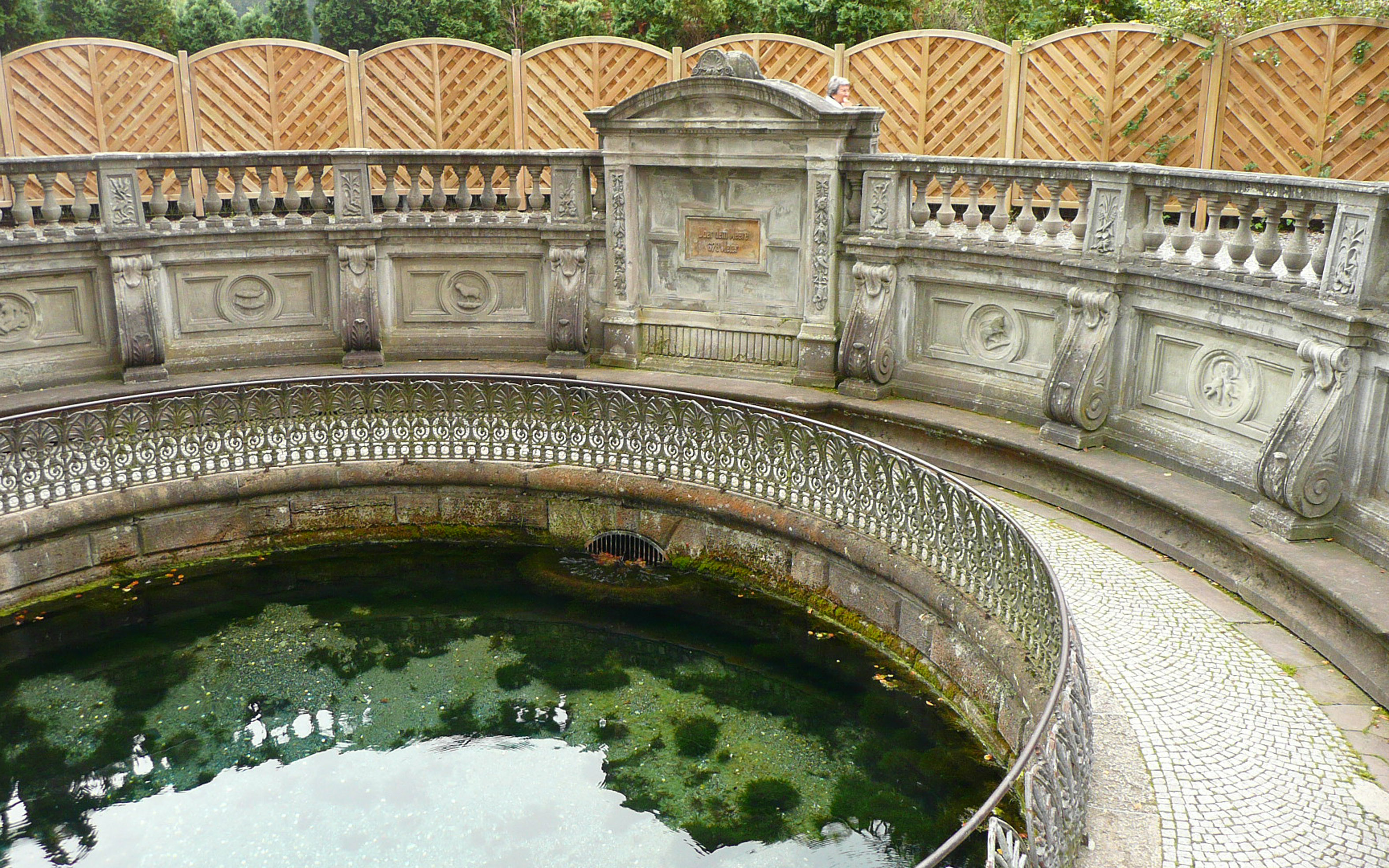
Donauquelle

Por las características del terreno, que es una llanura rodeada de montañas, Donaueschingen es un centro de concentración de la red de ferrocarriles. El pueblo se encuentra a 13 km al sur de Villingen-Schwenningen, 24 km al oeste de Tuttlingen y a unos 30 km al norte del pueblo suizo de Schaffhausen. Su población es de 21,300 habitantes (2003), lo que lo convierte en el segundo pueblo más populoso del distrito de  Schwarzwald-Baar.